# 데니스 아오고
데니스 아오고(독일어: Dennis Aogo, 1987년 1월 14일 ~ )는 은퇴한 나이지리아계 독일의 축구 선수이다. 2010년 FIFA 월드컵에 왼쪽 풀백 국가대표로 출전해 팀의 3위를 이끌었다.
2005-2006년 시즌에 기존 청소년 팀에서 뛰고 있던 SC 프라이부르크에서 데뷔하여, 2008년에는 함부르거 SV로 이적하여 주전 풀백으로 활약하였고, 2013년에는 FC 샬케 04로 임대되었다. 2007년 독일의 21세 이하 대표팀에 발탁된 아오고는 2009년까지 대표팀에서 뛰었다. 나이지리아 혈통인 아오고는 나이지라아 대표팀에서 그를 2010년 FIFA 월드컵에 참가시키려고 하였으나 2010년 1월 그는 독일 축구 국가대표팀에서 뛸 것을 선언하고 같은 해 5월 13일에 몰타를 상대로 데뷔전을 가졌다.